# Sairusi Nalaubu
Sairusi Nalaubu (* 14. Dezember 1996) ist ein fidschianischer Fußballspieler. Er ist auf dem Spielfeld im Sturm beheimatet.

## Karriere

### Verein
Im September 2017 wechselte er vom Suva FC zum Rewa FC, hiervon ging es für ihn ab Oktober 2018 weiter beim Lautoka FC. Danach spielte er ab der Saison 2019/20 wieder beim Suva FC und steht erneut seit Januar 2021 wieder im Kader von Lautoka.
In den Spielzeiten 2019/20, 2020/21 und 2021/22 wurde er bislang immer Torschützenkönig der Fiji Premier League.

### Nationalmannschaft
Seinen ersten bekannten Einsatz im Dress der fidschianischen Nationalmannschaft hatte er am 10. März 2022 bei einem 3:0-Freundschaftsspielsieg über Vanuatu. Hier stand er gleich in der Startelf und erzielte auch alle drei Tore der Partie.
Danach nahm er mit Fidschi an der in Katar ausgetragenen OFC-Qualifikation für die Weltmeisterschaft 2022 teil. Hier wurde er dann in jedem Gruppenspiel eingesetzt, von denen aber nur eines gewonnen werden konnte und er in diesem auch zwei Tore machte.